# Deutsche (vals)
Deutsche, op. 220, är en vals av Johann Strauss den yngre. Den spelades första gången den 7 mars 1859 i danssalongen Zum Sperl i Wien.

## Bakgrund:Andra italienska frihetskriget
Efter revolutionerna 1848 styrdes de italienska hertigdömena Toscana och Modena av habsburgska ärkehertigar. Inom Italien sågs denna ockupation inte med blida ögon. Krimkriget gjorde att Österrike gick i allians med Frankrike och Storbritannien mot Ryssland, men Österrike förklarade aldrig krig mot Ryssland. När Ryssland tvingades till en förödmjukande fred i Paris svarade landet med att forma allians med Österrikes forna allierade, medan Frankrike och Storbritannien var besvikna över att Österrike aldrig tog till vapen i kriget och stödde Italiens enande. Italiens starke man, premiärminister Camillo Benso Cavour av Kungariket Sardinien, insåg att en fortsatt österrikisk dominans i landet var det största hotet mot ett nationellt enande och gick i union med Napoleon III av Frankrike, som var angelägen om att försvaga Österrike. När Sardinien i april 1859 ignorerade ett österrikiskt ultimatum att rusta ned fann sig Österrike i krig med Frankrike och Sardinien. Samma sommar besegrades den österrikiska armén i slagen vid Slaget vid Magenta och Slaget vid Solferino. Österrike tvingades ge upp alla anspråk på sina besättningar i Italien, förutom Venetia, medan Toscana och Modena gick upp i Kungariket Sardinien.

## Historia
Innan kriget bröt ut 1859 anade det österrikiska folket att en konflikt med Frankrike och Sardinien var nära, och många hoppades på hjälp från Tyskland. Hoppet om ett tyskt bistånd letade sig även in i balsalarna under 1859 års karneval. Johann Strauss valde att ge en välgörenhetskonsert i danssalongen Zum Sperl den 7 mars under parollen "Tyska sympatier i dansvärlden (Valsens seger)" och komponerade för detta valsen Deutsche. Det var tänkt att Johann och brodern Josef Strauss gemensamt skulle dela på dirigeringen men de psykiska påfrestningarna blev för mycket för Johann Strauss och i hans ställe fick brodern Josef ensam dirigera. 

## Om valsen
Speltiden är ca 7 minuter och 14 sekunder plus minus några sekunder beroende på dirigentens musikaliska tolkning.

## Weblänkar
- Deutsche i Naxos-utgåvan.